# Bargny (Senegal)
Bargny – miasto w Senegalu, w regionie Thiès.